# Drmoul
Drmoul (deutsch Dürrmaul) ist eine Gemeinde in Tschechien, sie liegt drei Kilometer südwestlich von Mariánské Lázně (Marienbad) im Okres Cheb.

## Geschichte

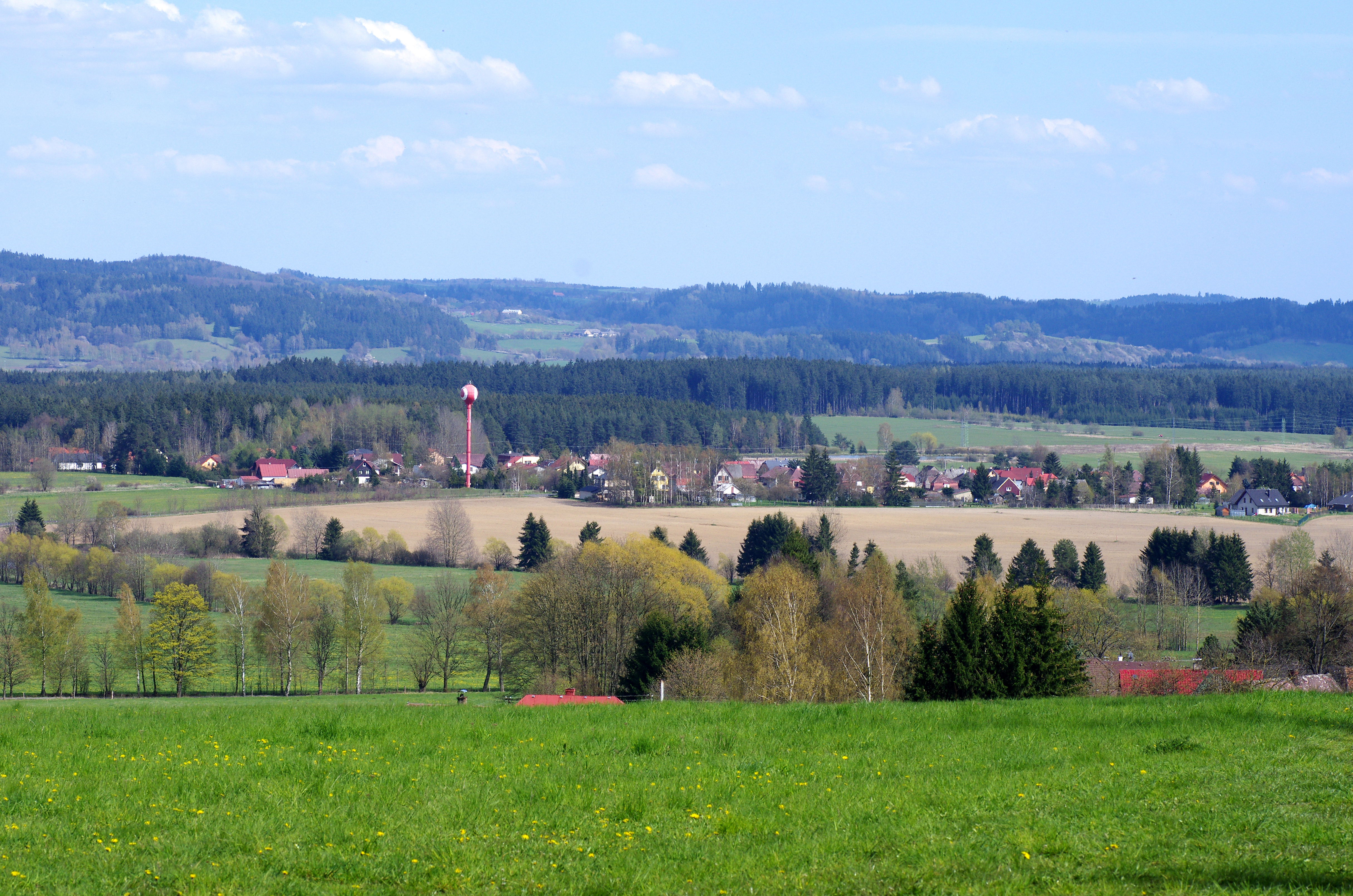
Drmoul

Im Jahr 1366 wurde das Dorf erstmals schriftlich erwähnt. Dürrenmaul wurde als Lokalität des „Neuen Böhmen“ Karls IV. bezeichnet.
Im Jahr 1455 kam es zu gerichtlichen Auseinandersetzungen zwischen Burian von Gutstein und Heinrich von Plauen. Aus der Auseinandersetzung geht hervor, dass das Dorf damals zu Tachov (Tachau) gehörte. Danach erhielten die Mitglieder des Geschlechts Fras von Borschengrün – Herren auf der gleichnamigen Burg (Burg Boršengrýn) – die Länder. Als einer der Ersten bezeichnete sich 1460 Kašpar mit dem Prädikat „sezení na Drmoulu“. Anfang des 16. Jahrhunderts war Wilhelm von Obenberg Eigentümer des Gehöfts. Dies geht auch aus dem Verzeichnis des böhmischen Königs Ludwig Jagiello (1523) hervor. Ihm folgte Veit Ritter von Redwitz. Schon damals gehörte der Ort dem Geschlecht Redwitz (Rabikar).
Um das Jahr 1600 kam es zu größeren Veränderungen. Ein Teil des Anwesens wurde von den Herren von Schirnding erworben. Als erster Nachfolger wird Johann Sebastian Rabicar genannt. Es kam immer wieder zu Auseinandersetzungen in der Verwandtschaft. Veit Werner verkaufte dann seinen Teil von Dürrmaul den Herren von Chodenplan. Das Eigentum von Johann Bartl von Schirnding auf Ošelín (Oschelin) kam in die Hände von Johann Sebastian von Redwitz.
Ursprünglich gehörte Dürrmaul zum Bezirk Plan. Nach dem Münchner Abkommen wurde der Ort dem Deutschen Reich zugeschlagen und gehörte bis 1945 zum Landkreis Marienbad.

## Sehenswürdigkeiten
- Jüdischer Friedhof

## Persönlichkeiten
- Einen Teil seiner Jugend verlebte hier der Rabbiner Isaac Mayer Wise (1819–1900), Gründer des reformierten amerikanischen Judentums.
- Im Dorf lebte der Großvater des Schriftstellers Norbert Frýd, der in seinem Buch „Muster ohne Wert und Herr Bischof“ (Vzorek bez ceny a pan biskup) die Gegend beschreibt.